# Indy Lights 2022
Navigation
2021 2023
Le championnat Indy Lights 2022 est la 36e saison du championnat d'Indy Lights et la 20e sous l'égide d'IndyCar. Comportant 14 courses, il démarre le 27 février  à St. Petersburg et se termine le 11 septembre à Monterey. Le championnat est remporté par le pilote suédois Linus Lundqvist.

## Pilotes Engagés
| Ecurie                                   | No. | Pilotes             | Manche(s) |
| ---------------------------------------- | --- | ------------------- | --------- |
| Abel Motorsports                         | 11  | Antonio Serravalle  | 1–2       |
| Abel Motorsports                         | 15  | Flinn Lazier        | 12–14     |
| Abel Motorsports                         | 51  | Jacob Abel          | Toutes    |
| Abel Motorsports                         | 61  | Ryan Phinny         | 3–6       |
| Andretti Autosport                       | 2   | Sting Ray Robb      | Toutes    |
| Andretti Autosport                       | 27  | Hunter McElrea      | Toutes    |
| Andretti Autosport                       | 28  | Christian Rasmussen | Toutes    |
| Andretti Autosport                       | 83  | Matthew Brabham     | Toutes    |
| Force Indy                               | 99  | Ernie Francis Jr.   | Toutes    |
| Global Racing Group avec HMD Motorsports | 24  | Benjamin Pedersen   | Toutes    |
| HMD Motorsports avec Dale Coyne Racing   | 7   | Christian Bogle     | Toutes    |
| HMD Motorsports avec Dale Coyne Racing   | 11  | Antonio Serravalle  | 3–9       |
| HMD Motorsports avec Dale Coyne Racing   | 11  | James Roe Jr.       | 10–11     |
| HMD Motorsports avec Dale Coyne Racing   | 11  | Nolan Siegel        | 13–14     |
| HMD Motorsports avec Dale Coyne Racing   | 21  | Kyffin Simpson,     | 9–14      |
| HMD Motorsports avec Dale Coyne Racing   | 26  | Linus Lundqvist     | Toutes    |
| HMD Motorsports avec Dale Coyne Racing   | 59  | Manuel Sulaimán     | 1–2       |
| HMD Motorsports avec Dale Coyne Racing   | 68  | Danial Frost        | Toutes    |
| TJ Speed Motorsports                     | 12  | James Roe Jr.       | 1–9       |
| TJ Speed Motorsports                     | 21  | Kyffin Simpson,     | 1–8       |

## Résultats
| Manches | Circuit                                 | Pole position       | Meilleur Tour       | Plus de tours menés | Vainqueur           | Vainqueur                                |
| Manches | Circuit                                 | Pole position       | Meilleur Tour       | Plus de tours menés | Pilote              | Ecurie                                   |
| ------- | --------------------------------------- | ------------------- | ------------------- | ------------------- | ------------------- | ---------------------------------------- |
| 1       | Streets of St. Petersburg               | Hunter McElrea      | Christian Rasmussen | Christian Rasmussen | Matthew Brabham     | Andretti Autosport                       |
| 2       | Barber Motorsports Park                 | Linus Lundqvist     | Christian Rasmussen | Linus Lundqvist     | Linus Lundqvist     | HMD Motorsports with Dale Coyne Racing   |
| 3       | Indianapolis Motor Speedway Road Course | Linus Lundqvist     | Linus Lundqvist     | Danial Frost        | Danial Frost        | HMD Motorsports with Dale Coyne Racing   |
| 4       | Indianapolis Motor Speedway Road Course | Linus Lundqvist     | Matthew Brabham     | Linus Lundqvist     | Linus Lundqvist     | HMD Motorsports with Dale Coyne Racing   |
| 5       | Raceway on Belle Isle                   | Linus Lundqvist     | Linus Lundqvist     | Linus Lundqvist     | Linus Lundqvist     | HMD Motorsports with Dale Coyne Racing   |
| 6       | Raceway on Belle Isle                   | Linus Lundqvist     | Linus Lundqvist     | Linus Lundqvist     | Linus Lundqvist     | HMD Motorsports with Dale Coyne Racing   |
| 7       | Road America                            | Sting Ray Robb      | Sting Ray Robb      | Christian Rasmussen | Christian Rasmussen | Andretti Autosport                       |
| 8       | Mid-Ohio Sports Car Course              | Hunter McElrea      | Hunter McElrea      | Hunter McElrea      | Hunter McElrea      | Andretti Autosport                       |
| 9       | Iowa Speedway                           | Hunter McElrea      | Matthew Brabham     | Hunter McElrea      | Hunter McElrea      | Andretti Autosport                       |
| 10      | Nashville Street Circuit                | Linus Lundqvist     | Sting Ray Robb      | Linus Lundqvist     | Linus Lundqvist     | HMD Motorsports with Dale Coyne Racing   |
| 11      | World Wide Technology Raceway           | Linus Lundqvist     | Benjamin Pedersen   | Linus Lundqvist     | Matthew Brabham     | Andretti Autosport                       |
| 12      | Portland International Raceway          | Benjamin Pedersen   | Matthew Brabham     | Benjamin Pedersen   | Benjamin Pedersen   | Global Racing Group with HMD Motorsports |
| 13      | WeatherTech Raceway Laguna Seca         | Sting Ray Robb      | Sting Ray Robb      | Sting Ray Robb      | Sting Ray Robb      | Andretti Autosport                       |
| 14      | WeatherTech Raceway Laguna Seca         | Christian Rasmussen | Sting Ray Robb      | Christian Rasmussen | Christian Rasmussen | Andretti Autosport                       |

## Classement du championnat
| Position | 1er | 2e | 3e | 4e | 5e | 6e | 7e | 8e | 9e | 10e | 11e | 12e | 13e | 14e | 15e | 16e | 17e | 18e | 19e | 20e |
| Points   | 50  | 40 | 35 | 32 | 30 | 28 | 26 | 24 | 22 | 20  | 19  | 18  | 17  | 16  | 15  | 14  | 13  | 12  | 11  | 10  |

| Pos | pilote                | STP  | ALA | IMS | IMS | DET | DET | ROA | MOH | IOW | NSH  | GAT | POR | LAG | LAG | Points |
| --- | --------------------- | ---- | --- | --- | --- | --- | --- | --- | --- | --- | ---- | --- | --- | --- | --- | ------ |
| 1   | Linus Lundqvist       | 3    | 1L* | 5L  | 1L* | 1L* | 1L* | 4   | 3   | 4L  | 11L* | 2L* | 3   | 6   | 4   | 575    |
| 2   | Sting Ray Robb        | 4    | 3   | 3   | 3   | 11  | 3   | 2L  | 5   | 5   | 2    | 6   | 6   | 1L* | 2   | 483    |
| 3   | Matthew Brabham       | 1L   | 7   | 10  | 9   | 3   | 4   | 6   | 2   | 3   | 4    | 1L  | 2   | 8   | 3   | 471    |
| 4   | Hunter McElrea RY     | 14L  | 12  | 2L  | 6   | 12  | 2   | 3   | 1L* | 1L* | 3    | 5   | 5   | 3   | 8   | 460    |
| 5   | Benjamin Pedersen     | 2    | 2   | 11  | 4   | 2   | 6   | 11  | 6   | 9   | 6    | 3   | 1L* | 5   | 6   | 444    |
| 6   | Christian Rasmussen R | 12L* | 11  | 4L  | 2   | 13  | 13  | 1L* | 4   | 2   | 5    | 12  | 7   | 2   | 1L* | 440    |
| 7   | Danial Frost          | 5    | 4   | 1L* | 7   | 10  | 5   | 8   | 13  | 7   | 10   | 4   | 10  | 7   | 7   | 382    |
| 8   | Jacob Abel R          | 10   | 6   | 8   | 5   | 14  | 12  | 5   | 11  | 6   | 9    | 7   | 4   | 4   | 5   | 355    |
| 9   | Kyffin Simpson R      | 11   | 5   | 12  | 8   | 5   | 7   | 9   | 9   | 11  | 8    | 10  | 9   | 12  | 12  | 312    |
| 10  | Ernie Francis Jr. R   | 7    | 8   | 9   | 10  | 9   | 10  | 10  | 10  | 8   | 11   | 9   | 8   | 11  | 13  | 299    |
| 11  | Christian Bogle       | 9    | 14  | 7   | 14  | 4   | 14  | 12  | 7   | 10  | 7    | 11  | 11  | 9   | 10  | 298    |
| 12  | James Roe Jr. R       | 13   | 13  | 13  | 13  | 7   | 9   | 7   | 12  | 13  | 12   | 8   |     |     |     | 219    |
| 13  | Antonio Serravalle    | 8    | 9   | 6   | 11  | 6   | 8   | 13  | 8   | 12  |      |     |     |     |     | 204    |
| 14  | Ryan Phinny           |      |     | 14  | 12  | 8   | 11  |     |     |     |      |     |     |     |     | 77     |
| 15  | Flinn Lazier R        |      |     |     |     |     |     |     |     |     |      |     | 12  | 13  | 11  | 54     |
| 16  | Manuel Sulaimán       | 6    | 10  |     |     |     |     |     |     |     |      |     |     |     |     | 48     |
| 17  | Nolan Siegel R        |      |     |     |     |     |     |     |     |     |      |     |     | 10  | 9   | 42     |
| Pos | Pilote                | STP  | ALA | IMS | IMS | DET | DET | ROA | MOH | IOW | NSH  | GAT | POR | LAG | LAG | Points |